# Saison 2 de Irrationnel
Chronologie
Saison 1
Cet article présente le guide des épisodes de la deuxième saison de la série télévisée américaine Irrationnel. Elle fait suite à la première saison et marque la fin de la série. Le 9 mai 2025, NBC annonce qu'ils ne renouvelleront pas la série pour une troisième saison.

## Synopsis
Le professeur Alec Mercer, spécialiste en psychologie comportementale, s'intéresse profondément à l'irrationalité humaine. Il étudie comment les biais inconscients et les émotions influencent les choix, souvent en dépit de toute logique rationnelle. Tout au long de la saison, il met son expertise de la nature humaine au service de la police et du FBI, contribuant à la résolution d’enquêtes complexes liées à des meurtres, des accidents ou des enlèvements. Il est accompagné par ses deux assistants et sa petite amie Rose.

## Distribution

### Acteurs principaux
- Jesse L. Martin : Professeur Alec Mercer, expert en science du comportement.
- Maahra Hill : Agent spécial du FBI Marisa Clark, ex-femme d'Alec.
- Arash DeMaxi : Rizwan Asadi, assistant de recherche d'Alec.
- Molly Kunz : Phoebe Duncan, étudiante et assistante de recherche[4].
- Travina Springer : Kylie Mercer, petite soeur d'Alec.
- Karen David dans le rôle de Rose Dinshaw, une professionnelle de la gestion de crise et la nouvelle petite amie d'Alec[5].

## Liste des épisodes
1. Collateral Damage
2. A Kick in the Teeth
3. Bad Blood
4. Formal Ties
5. Épisode 5 : Anatomy of a Fall|Anatomy of a Fall
6. Épisode 6 : The Wrong Side of Maybe|The Wrong Side of Maybe
7. Épisode 7 : Stan by Me|Stan by Me
8. Épisode 8 : Lost Souls|Lost Souls
9. Épisode 9 : Another Man's Treasure|Another Man's Treasure
10. Épisode 10 : Now You Don't|Now You Don't
11. Épisode 11 : Ghost Ship|Ghost Ship

## Tournage et production
La saison 2 fut commandée par NBC le 29 novembre 2023. Le tournage de la deuxième saison a commencé le 11 mars 2024 et s'est achevé le 2 novembre 2024. La deuxième saison a été diffusée pour la première fois le 8 octobre 2024 sur NBC.

## Réception
Le site internet AV Club estime que la série adopte un style original pour chaque enquête mais que la série se repose sur Jesse L. Martin pour porter les épisodes. Problème déjà évoqué par Joël Keller dans Decider qui évoquait alors aussi le manque de profondeur des scripts. Bien qu'ayant des avis mitigés, la série se laisse porter par ses acteurs et invités.
| IMDB               | Metacritic        | Rotten Tomatoes   | Allociné        |
| ------------------ | ----------------- | ----------------- | --------------- |
| 7/10 (6 500 notes) | 7,8/10 (20 notes) | 47/100 (17 notes) | 3,1/5 (1 notes) |